# Африканский трионикс
Африканский трионикс (лат. Trionyx triunguis) — вид черепах монотипического рода Trionyx семейства Трёхкоготные черепахи (Trionychidae).

## Описание
Общая длина панциря варьирует от 70 до 90 см. Голова очень большая, нос вытянутый, широкий и плоский, похожий на клюв. Имеет почти правильно округлый панцирь, усеянный рядами мелких бугорков. Карапакс очень плоский вроде блина. У самцов в отличие от самок хвост более толстый и длинный. Лапы довольно широкие с развитыми плавательными перепонками.
Голова имеет оливково-зелёный цвет с округлыми жёлтыми пятнами. Карапакс имеет бежево-коричневый цвет, украшен мелкими светло-жёлтыми пятнами. Пластрон беловатого цвета. Нижняя часть конечностей жёлтая.

## Распространение
Обитает преимущественно в Африке: Демократическая Республика Конго, Габон, Мавритания, Египет, Эритрея, Эфиопия, Судан, Сомали, Кения, Бенин, Того, Гамбия, Гана, Гвинея, Гвинея-Бисау, Кот-д'Ивуар, Камерун, Чад, Республика Конго, Экваториальная Гвинея, Ангола, Намибия, Сенегал, Мали, Нигер, Нигерия, Сьерра-Леоне, Танзания, Уганда, Центральноафриканская Республика.
Встречается также в Передней и Малой Азии: Израиль, Ливан, Сирия, Турция. Африканской трионикс  встречается и на островах Эгейского моря, принадлежащих Греции, в первую очередь остров Кос.

## Образ жизни
Предпочитает большие реки и озёра. Значительную часть жизни проводит в воде, погрузившись в ил. На сушу выходит только, чтобы отложить яйца. Встречается как в пресной, так и солёной воде. Случается даже за несколько километров в открытом море.
Активна днём. Питается рыбой, моллюсками, коралловыми полипами, водными насекомыми, ракообразными, пресмыкающимися, растениями и падалью. В основном подстерегает свою добычу в засаде.
С марта по июль самка откладывает от 25 до 100 яиц. Инкубационный период длится 56—58 дней. Молодые черепашата длиной 42—54 мм и весят 8—17 г.

## Природоохранный статус
На эту черепаху активно охотятся местные жители, что уже привело к значительному сокращению популяции. Поэтому она была занесена в Красную Книгу.
Ранее к роду Trionix относили виды некоторых других родов Trionychidae, их русские названия также содержат слово «трионикс». В частности, распространённая в российском Приамурье дальневосточная черепаха известна также как «китайский трионикс».